# Bai Ling
Bai Ling (白灵) (Chengdu, China, 10 de outubro de 1966), é uma atriz chinesa naturalizada norte-americana.

## Filmografia
| Ano  | Título original                              | Título em português                                   | Papel                | Observações |
| ---- | -------------------------------------------- | ----------------------------------------------------- | -------------------- | ----------- |
| 1984 | Hai Tan                                      |                                                       | Lu Xiao Mei          |             |
| 1985 | Lei sa Gu Su                                 |                                                       | Wang Lingjuan        |             |
| 1986 | Yue Yue                                      |                                                       | Yue Yue              |             |
| 1987 | Da xue sheng yi shi                          |                                                       | Xiao Qian            |             |
| 1987 | Shan cun feng yue                            |                                                       |                      |             |
| 1988 | Hu guang                                     |                                                       | Jing Huan            |             |
| 1992 | Pen Pals                                     |                                                       | Sharice              |             |
| 1994 | The Crow                                     | O Corvo (br/pt)                                       | Myca                 |             |
| 1994 | Dead Funny                                   | Louca Paixão (br)/ Rir Até Morrer (pt)                | Lu Xiao Mei          |             |
| 1995 | Nixon                                        |                                                       | Interprete Chinesa   |             |
| 1997 | Red Corner                                   | Justiça Vermelha (br)                                 | Shen Yuelin          |             |
| 1998 | Somewhere in the City                        |                                                       | Lu Lu                |             |
| 1999 | Row Your Boat                                | Um Anjo nas Ruas (br)                                 | Chun Hua             |             |
| 1999 | Wild Wild West                               | As Loucas Aventuras de James West (br)                | Miss East            |             |
| 1999 | Anna and the King                            | Anna e o Rei (br)                                     | Tuptim               |             |
| 2001 | The Lost Empire                              | Guerreiros do Império Perdido (br)                    | Lu Xiao Mei          |             |
| 2001 | Shaolin Soccer                               | Kung-Fu Futebol Clube (Br)                            | Miu                  | (Voz)       |
| 2001 | The Breed                                    |                                                       | Lucy Westenra        |             |
| 2002 | Face                                         |                                                       | Kim                  |             |
| 2002 | Storm Watch                                  | Tempestade Virtual (br)                               | Skylar               |             |
| 2002 | Point of Origin                              |                                                       | Lu Xiao Mei          |             |
| 2003 | Taxi 3                                       | Táxi 3(br)/Táxi 3 - Inferno no Asfalto (pt)           | Qiu                  |             |
| 2003 | The Extreme Team                             |                                                       | RJ                   |             |
| 2003 | Paris                                        |                                                       | Linda/Shen Li        |             |
| 2004 | My Baby's Daddy                              |                                                       | XiXi                 |             |
| 2004 | The Beautiful Country                        | Uma nova vida (br)                                    | Ling                 |             |
| 2004 | She Hate Me                                  | Elas Me Odeiam, Mas Me Querem (br)/ Ela Odeia-me (pt) | Oni                  |             |
| 2004 | Gaau Ji                                      |                                                       | Mei                  |             |
| 2004 | Sam gang yi                                  |                                                       | Mei                  |             |
| 2004 | Sky Captain and the World of Tomorrow        | Capitão Sky e o Mundo de Amanhã (br)                  | Mulher Misteriosa    |             |
| 2005 | Star Wars: Episode III - Revenge of the Sith | Guerra nas Estrelas - A Vingança dos Sith (br)        | Senadora Bana Breemu |             |
| 2005 | Lords of Dogtown                             | Os Reis de Dogtown (br/pt)                            | Potogrofa Punk       |             |
| 2005 | Nomad                                        | Nômade (br)                                           | Gaukhar              | (Voz)       |
| 2005 | Edmond                                       |                                                       | Peep Show Girl       |             |
| 2006 | Man About Town                               | Um Cara Quase Perfeito (br)                           | Barbi Ling           |             |
| 2006 | Southland Tales                              | Southland Tales - O Fim do Mundo (br)                 | Serpentine           |             |
| 2007 | Living & Dying                               |                                                       | Nadia                |             |
| 2007 | Shanghai Baby                                |                                                       | CoCo                 |             |
| 2007 | The Gene Generation                          |                                                       | Michelle             |             |
| 2008 | The Hustle                                   |                                                       | Han                  |             |
| 2008 | Toxic                                        |                                                       | Lena                 |             |
| 2008 | Dim Sum Funeral                              | Meu último desejo (Br)                                | Dee Dee              |             |
| 2009 | A Beautiful Life                             |                                                       | Esther               |             |
| 2009 | Crank: High Voltage                          | Adrenalina 2 (br)                                     | Ria                  |             |
| 2009 | Magic Man                                    |                                                       | Samantha             |             |
| 2009 | The Gauntlet                                 |                                                       | Kim Lee              |             |
| 2009 | The Bad Penny                                |                                                       | Nok                  |             |
| 2010 | The Lazarus Papers                           |                                                       | Kyo                  |             |
| 2010 | The Land of the Astronauts                   |                                                       | Erika                |             |
| 2010 | Geraldine                                    |                                                       | Geraldine            |             |
| 2010 | Cross                                        |                                                       | Sunshine             |             |
| 2010 | Chain Letter                                 |                                                       | Jai Pham             |             |
| 2010 | The Confidant                                |                                                       | Black                |             |
| 2010 | Love Ranch                                   |                                                       | Samantha             |             |
| 2010 | Petty Cash                                   |                                                       | Coco                 |             |
| 2010 | Locked Down                                  |                                                       | Guard Flores         |             |
| 2011 | The Gauntlet                                 |                                                       | Kim Lee              |             |
| 2011 | Back2Hell                                    |                                                       | Zillia               |             |

### Seriados
| Ano  | Título original              | Título em português                                                  | Papel             | Observações |
| ---- | ---------------------------- | -------------------------------------------------------------------- | ----------------- | ----------- |
| 1993 | Homicide: Life on the Street |                                                                      | Lin Chang         |             |
| 1995 | The Cosby Mysteries          |                                                                      | Dr. Valerie Chong |             |
| 1998 | Touched by an Angel          |                                                                      | Jean Chang        |             |
| 2000 | Angel                        | Angel (BR/PT)                                                        | Jhiera            |             |
| 2003 | Jake 2.0                     |                                                                      | Mei Ling          |             |
| 2005 | Entourage                    | Entourage: Fama e Amizade (BR) / Entourage - Vidas em Hollywood (PT) | Li Lei            |             |
| 2007 | Lost                         | Lost (BR) / Perdidos (PT)                                            | Achara            |             |
| 2007 | The Unit                     | The Unit - Tropa de Elite (BR) / Unidade Especial (PT)               | Orincesa          |             |

### Video Game
| Ano  | Título original              | Título em português | Papel                | Observações |
| ---- | ---------------------------- | ------------------- | -------------------- | ----------- |
| 2006 | Scarface: The World Is Yours |                     | Gerente do U-Gin Bar |             |